# 勝俣敏男
勝俣 敏男（かつまた としお、1934年8月26日 - ）は、神奈川県出身のプロゴルファー。

## 来歴
1955年にプロ入りし、1959年には約1年間、橘田規と共にアメリカテキサス州へゴルフ留学する 。留学の手引きをしたのは、前年の1958年の読売プロに招待されて来日したケン・ベンチュリーとジャック・バーク・ジュニアの二人で、留学の費用を両者が負担。日本のプロゴルフ界にとっては画期的なことで、当時、羽田空港から飛び立ったが、先輩プロの中村寅吉、小野光一らプロ界の大御所が見送った。
1960年の第1回中日クラウンズでは初日の第2ラウンドで小針春芳・中村のベテラン勢と共に通算1アンダーに浮上し首位タイとなるが、最終的には中村・小野・橘田・小針・林由郎・栗原甲子男に次ぐ7位に入った。
1961年には第2回中日クラウンズで加藤辰芳と並んでの10位タイに入り、九州で戦後初めて開催された日本プロでは生憎の雨でスタートが1時間遅れ、グリーンの所々に水溜りが出来るという悪コンディションの中、棚網良平と並んでの2位タイでスタートする。
1962年には1月に男児が誕生し、第1回アジアサーキットに参戦。フィリピンオープン開会式では各国の国歌吹奏もあり、君が代を聞いた時は感激。シンガポールオープンでは3日目に67のベストスコアで中村と並ぶ6位に浮上し、最終日には5位に食い込んだ。帰国後の日本オープンでは杉原輝雄・陳清波（ 中華民国）・橘田・小針に次ぐと同時に石井迪夫・今井昌雪と並ぶ6位タイに入る。